# Wahlen 1972
◄◄ | ◄ | 1968 | 1969 | 1970 | 1971 | Wahlen 1972 | 1973 | 1974 | 1975 | 1976 | ► | ►►

Weitere Ereignisse
Die Liste der Wahlen 1972 umfasst Parlamentswahlen, Präsidentschaftswahlen, Referenden und sonstige Abstimmungen auf nationaler und subnationaler Ebene, die im Jahr 1972 weltweit abgehalten wurden.

## Termine
| Land                             | Datum             | Link zur Wahl 1972                                                    | Link zur vorigen Wahl | Bemerkungen                                                                                          |
| -------------------------------- | ----------------- | --------------------------------------------------------------------- | --------------------- | --- |
| Gibraltar                        | nicht bekannt     | Parlamentswahl in Gibraltar                                           |                       | [ 1 ]                                                                                                |
| Finnland                         | 2.–3. Jan.        | Parlamentswahl in Finnland                                            |                       | |
| Laos                             | 3. Januar         | Parlamentswahl in Laos                                                |                       | [ 2 ]                                                                                                |
| Madagaskar                       | 30. Januar        | Präsidentschaftswahl auf Madagaskar                                   |                       | |
| Nicaragua                        | 6. Februar        | Parlamentswahl in Nicaragua                                           |                       | [ 3 ]                                                                                                |
| Grenada                          | 28. Februar       | Parlamentswahl in Grenada                                             | 1967                  | |
| Jamaika                          | 29. Februar       | Wahl zum Repräsentantenhaus in Jamaika                                |                       | [ 4 ]                                                                                                |
| El Salvador                      | 12. März          | Parlamentswahl in El Salvador                                         |                       | [ 5 ]                                                                                                |
| Österreich                       | 19. März          | Gemeinderatswahl in St. Pölten                                        |                       | |
| Polen                            | 19. März          | Parlamentswahl in Polen                                               |                       | [ 6 ]                                                                                                |
| Gambia                           | 28.–29. März      | Parlamentswahl in Gambia                                              | 1966                  | |
| Fidschi                          | 15.–29. April     | Parlamentswahl in Fidschi                                             |                       | [ 7 ]                                                                                                |
| Libanon                          | 16. und 30. April | Parlamentswahl im Libanon                                             | 1968                  | |
| BR Deutschland                   | 23. April         | Landtagswahl in Baden-Württemberg                                     |                       | |
| Frankreich                       | 23. April         | Referendum zur Erweiterung der Europäischen Wirtschaftsgemeinschaft   |                       | |
| Khmer-Republik                   | 30. April         | Verfassungsreferendum in der Khmer-Republik                           |                       | [ 8 ]                                                                                                |
| Italien                          | 7. Mai            | Parlamentswahlen in Italien                                           | 1968                  | |
| Irland                           | 10. Mai           | Referendum über den Beitritt zur Europäischen Wirtschaftsgemeinschaft |                       | |
| Swasiland                        | 16.–17. Mai       | Parlamentswahl in Swasiland                                           |                       | [ 9 ]                                                                                                |
| Portugiesisch-Guinea             | Aug.–Okt.         | Parlamentswahl in Portugiesisch-Guinea                                |                       | im späteren Guinea-Bissau während des Bürgerkrieges nur in den von der PAIGC kontrollierten Gebieten |
| Singapur                         | 2. September      | Parlamentswahlen in Singapur                                          |                       | [ 10 ]                                                                                               |
| Khmer-Republik                   | 3. September      | Wahlen zur Nationalversammlung                                        |                       | [ 8 ]                                                                                                |
| Khmer-Republik                   | 3. September      | Wahlen zum Senat                                                      |                       | [ 8 ]                                                                                                |
| Norwegen                         | 24.–25. Sep.      | Volksabstimmung in Norwegen über den Beitritt zur EWG                 |                       | |
| Dänemark                         | 2. Oktober        | Volksabstimmung in Dänemark über den Beitritt zur EWG                 |                       | |
| Bophuthatswana                   | 4. Oktober        | Parlamentswahl in Bophuthatswana                                      |                       | [ 11 ]                                                                                               |
| Österreich                       | 8. Oktober        | Landtagswahl im Burgenland                                            |                       | |
| BR Deutschland                   | 22. Oktober       | Kommunalwahlen in Hessen                                              |                       | [ 12 ]                                                                                               |
| Kanada                           | 30. Oktober       | Kanadische Unterhauswahl                                              |                       | |
| Vereinigte Staaten               | 7. November       | Präsidentschaftswahl in den Vereinigten Staaten                       | 1968                  | |
| Vereinigte Staaten               | 7. November       | Wahl zum Senat der Vereinigten Staaten                                | 1970                  | |
| Vereinigte Staaten               | 7. November       | Wahl zum Repräsentantenhaus der Vereinigten Staaten                   | 1970                  | |
| Treuhandgebiet Pazifische Inseln | 7. November       | Parlamentswahlen im Treuhandgebiet Pazifische Inseln                  | 1970                  | |
| BR Deutschland                   | 19. November      | Bundestagswahl                                                        | 1969                  | erste vorgezogene Bundestagswahl in der Geschichte der Bundesrepublik Deutschland                    |
| Neuseeland                       | 25. November      | Parlamentswahl in Neuseeland                                          |                       | [ 13 ]                                                                                               |
| Niederlande                      | 29. November      | Parlamentswahl in den Niederlanden                                    | 1971                  | [ 14 ]                                                                                               |
| Australien                       | 2. Dezember       | Parlamentswahl in Australien                                          |                       | [ 15 ]                                                                                               |
| Komoren                          | 3. Dezember       | Parlamentswahl auf den Komoren                                        |                       | |
| Japan                            | 10. Dezember      | Shūgiin-Wahl                                                          |                       | |
| Nordkorea                        | 12. Dezember      | Parlamentswahl in Nordkorea                                           |                       | [ 16 ]                                                                                               |
| Taiwan                           | 23. Dezember      | Ergänzungswahlen in der Republik China                                |                       | [ 17 ]                                                                                               |